# Белагашский сельский округ
Белага́шский се́льский окру́г (каз. Белағаш ауылдық округі) — административная единица в составе Бухар-Жырауского района Карагандинской области Казахстана. Административный центр — село Белагаш. 

## История
Постановлением Президиума Верховного Совета Республики Казахстан от 7 октября 1993 года «Об упорядочении транскрибирования на русском языке казахских топонимов, наименовании и переименовании отдельных административно-территориальных единиц Республики Казахстан», село Хорошевское было переименовано в село Белагаш. Совместным постановлением акимата Карагандинской области от 7 декабря 2007 года № 27/05 и решением III сессии маслихата Карагандинской области от 14 декабря 2007 года № 47 «Об изменениях в административно-территориальном устройстве районов Карагандинской области», населённый пункт Ташик был упразднён и исключен из учётных данных, поселение села было включено в состав административного центра сельского округа села Белагаш.

## Состав
| № | Населённый пункт | Тип населённого пункта       | Код КАТО  | Географические координаты       | Население, чел. (2021 г.) |
| - | ---------------- | ---------------------------- | --------- | ------------------------------- | ------------------------- |
| 1 | Аюлы             | село                         | 354089200 | 49°58′56″ с. ш. 74°16′21″ в. д. | ↘58                       |
| 2 | Белагаш          | село, административный центр | 354089100 | 50°04′28″ с. ш. 74°17′43″ в. д. | ↘545                      |
| 3 | Ташик            | село, упразднено             | 354089107 | 49°58′34″ с. ш. 74°23′56″ в. д. | —                         |

## Население
| Численность населения | Численность населения | Численность населения | Численность населения |
| 1989                  | 1999                  | 2009                  | 2021                  |
| --------------------- | --------------------- | --------------------- | --------------------- |
| 1948                  | ↘1299                 | ↘717                  | ↘603                  |